# Феномен Виноградова
Феномен Виноградова — концентрические отложения пороховой копоти в форме лучистого венца вокруг входного отверстия, которые остаются на верхней одежде человека при попадании в него пули, выпущенной со значительных расстояний. Как правило, это явление наблюдается при скорости полёта пули свыше 500 метров в секунду на дистанциях, превышающих границы действия сопутствующих компонентов выстрела. Название этого явления появилось благодаря советскому судебному медику И. В. Виноградову (1920—2004), который впервые описал его в 1952 году.

## Механизм формирования
Феномен Виноградова связан с переносом копоти не пороховыми газами, а непосредственно самой пулей на своей боковой поверхности. Как правило, он возникает при следующих условиях: высокой скорости пули в момент контакта с целью, а также при наличии толстой или многослойной верхней одежды с промежутками между слоями.
Обычно в случае попадания пули в цель следы пороховой копоти на её боковой поверхности снимаются оттуда любой, даже хрупкой и непрочной, преградой. В момент соприкосновения некоторая часть копоти откладывается у края входного отверстия в виде пояска обтирания. Другая часть формирует два облака, которые распространяются параллельно пуле: одно следует в том же самом направлении, второе — в противоположном. Частицы копоти, снятые с поверхности пули, следуют вслед за ней в пульсирующей воздушной полости, теряют скорость в прослойке между первыми слоями одежды и оседают на последующих слоях или на теле человека. Это ведёт к появлению пороховой копоти как на втором слое одежды, так и на обратной стороне первого в виде закопчённого участка.
В результате наблюдаемые последствия эффекта Виноградова состоят из пояска обтирания шириной 1—3 мм на внешней поверхности первого слоя, a также — венчика отложений копоти состоящего из 6—10 «лепестков» шириной 6—15 мм на втором слое одежды или на теле человека.